# Wolf Röhricht

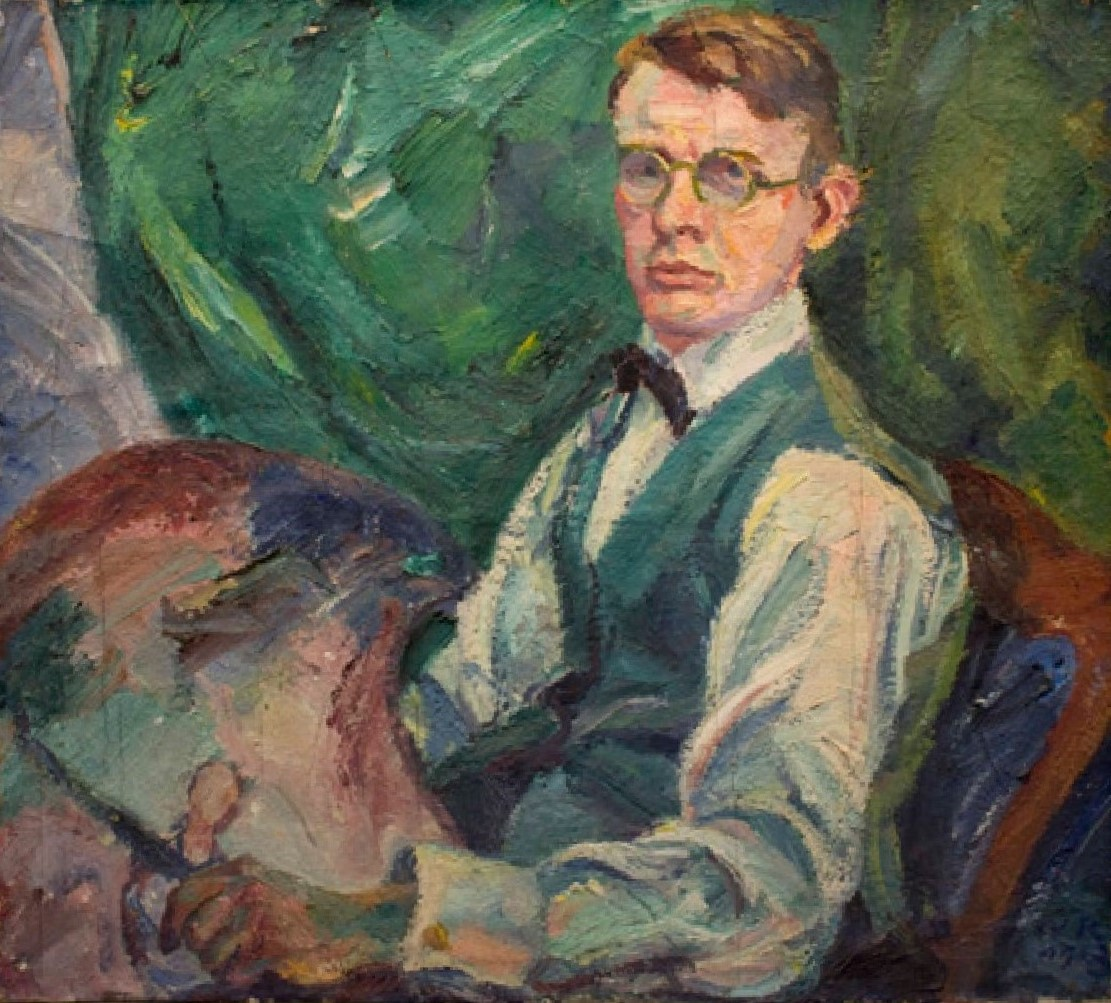
Wolf Röhricht, Selbstporträt (1913), Sammlung Haus Schlesien

Wolf Röhricht (* als Wilhelm Hermann Wolfgang Röhricht am 20. April 1886 in Liegnitz in Niederschlesien; † 29. Dezember 1953 in München) war ein deutscher Maler und Grafiker, der überwiegend Landschaftsimpressionen schuf, daneben Industriebilder und Porträts. Seine bevorzugte Technik bei den Aquarellen war die Nass-in-Nass-Technik. Stilistisch war er dem Expressionismus nahe, manche finden den Begriff Expressiver Realismus treffender.

## Leben

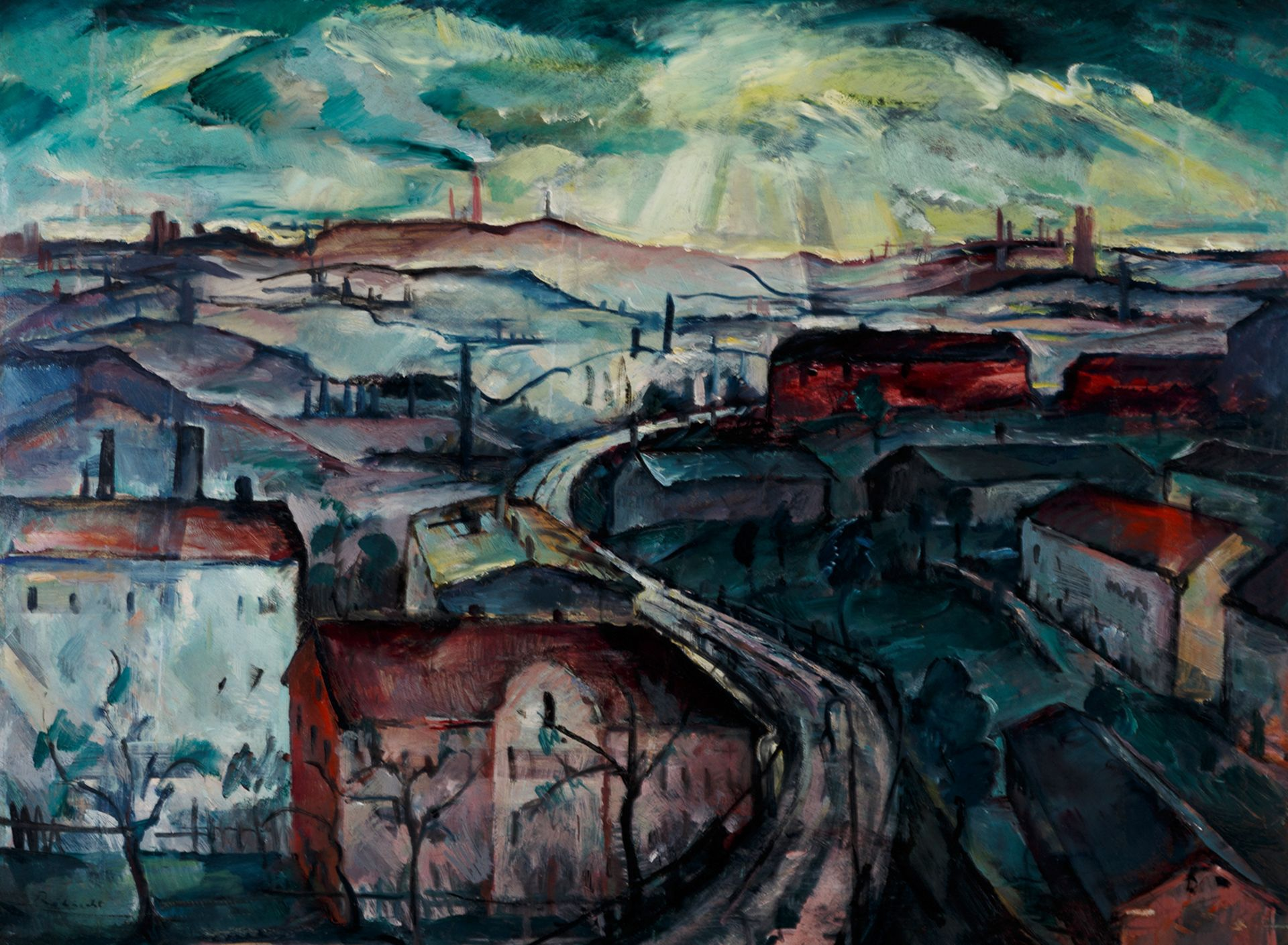
Industrielandschaft in Oberschlesien (1917/18), Schlesisches Museum zu Görlitz

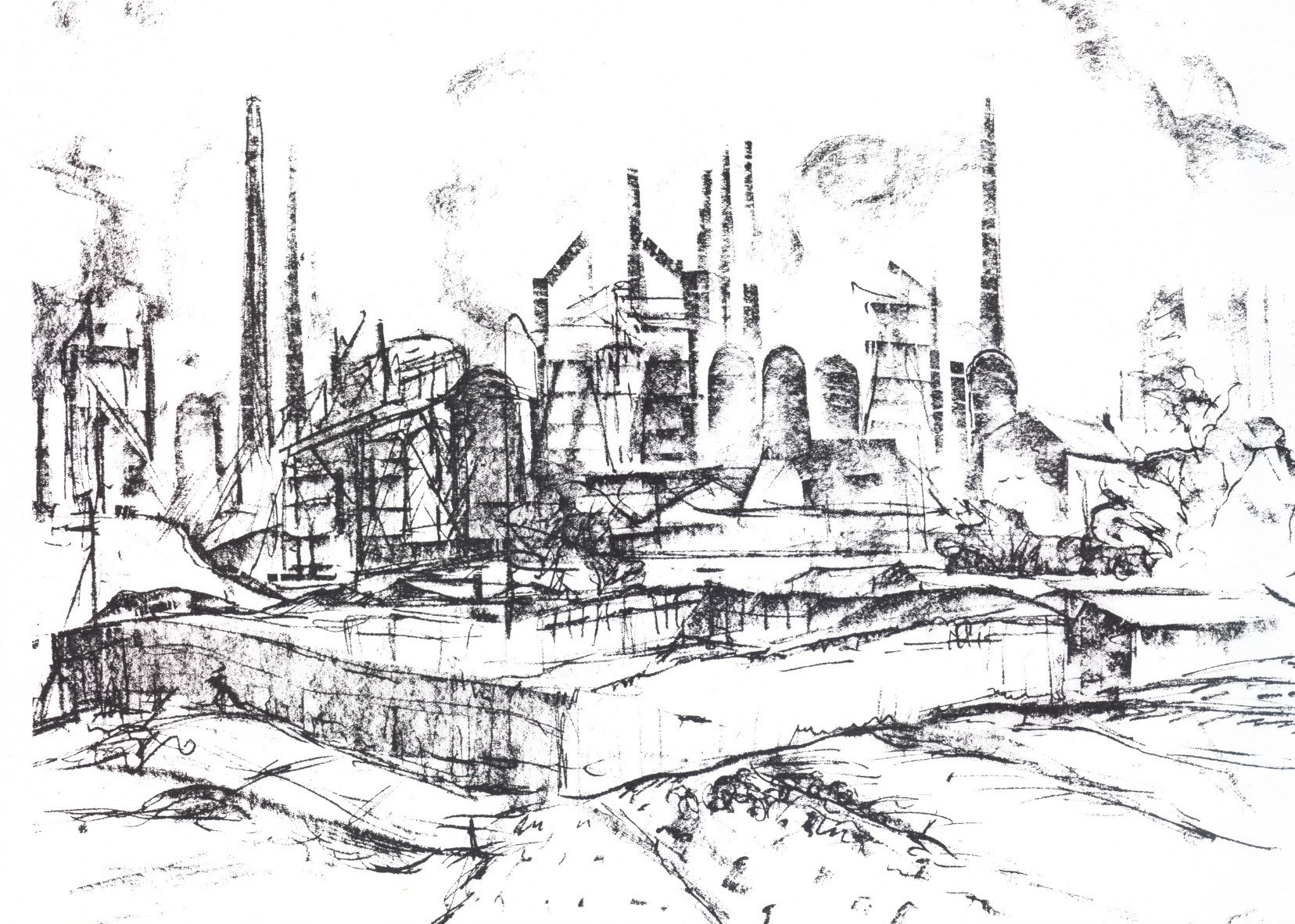
Friedenshütte in Oberschlesien (1918)

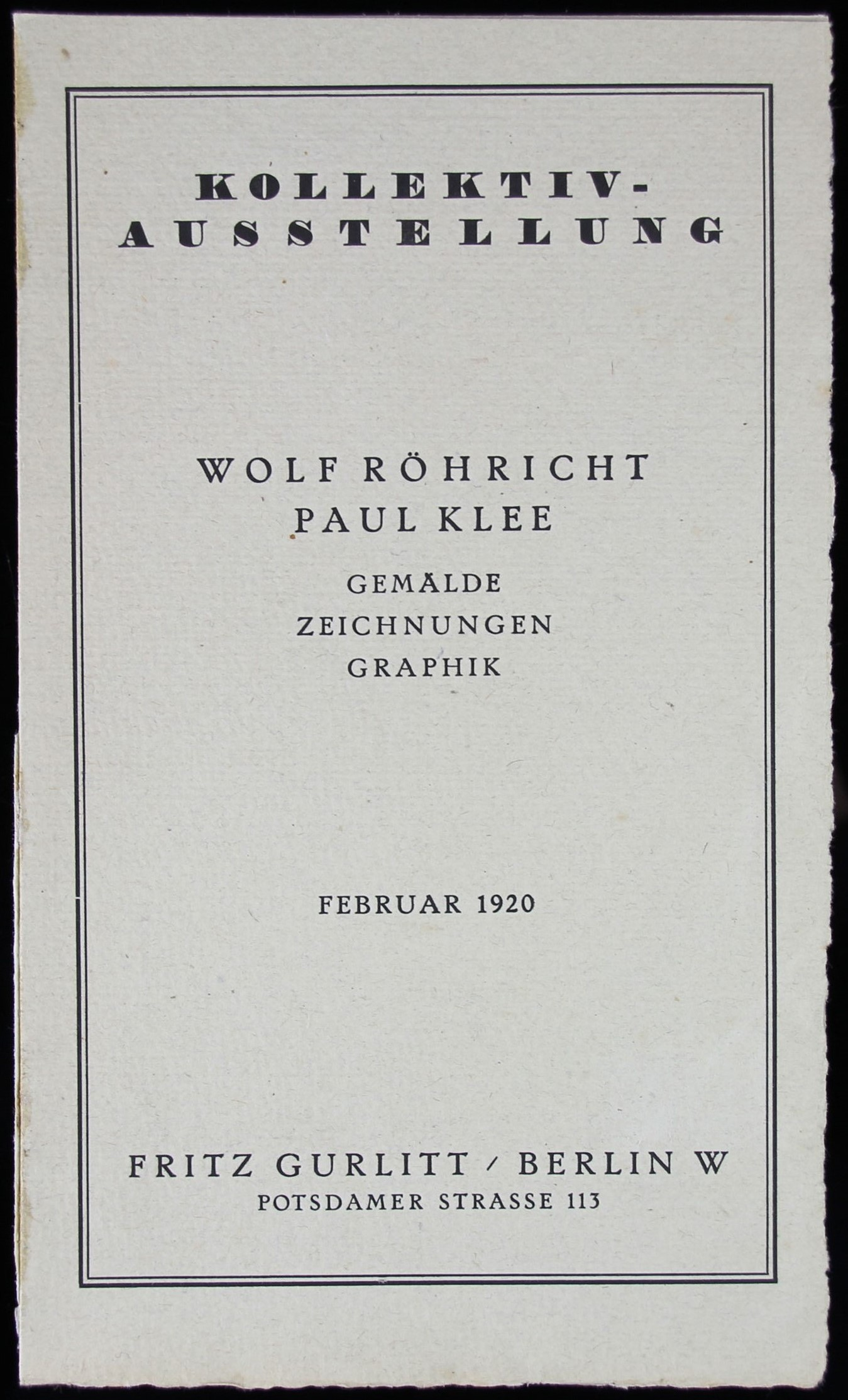
Galerie Gurlitt mit Paul Klee (1920)

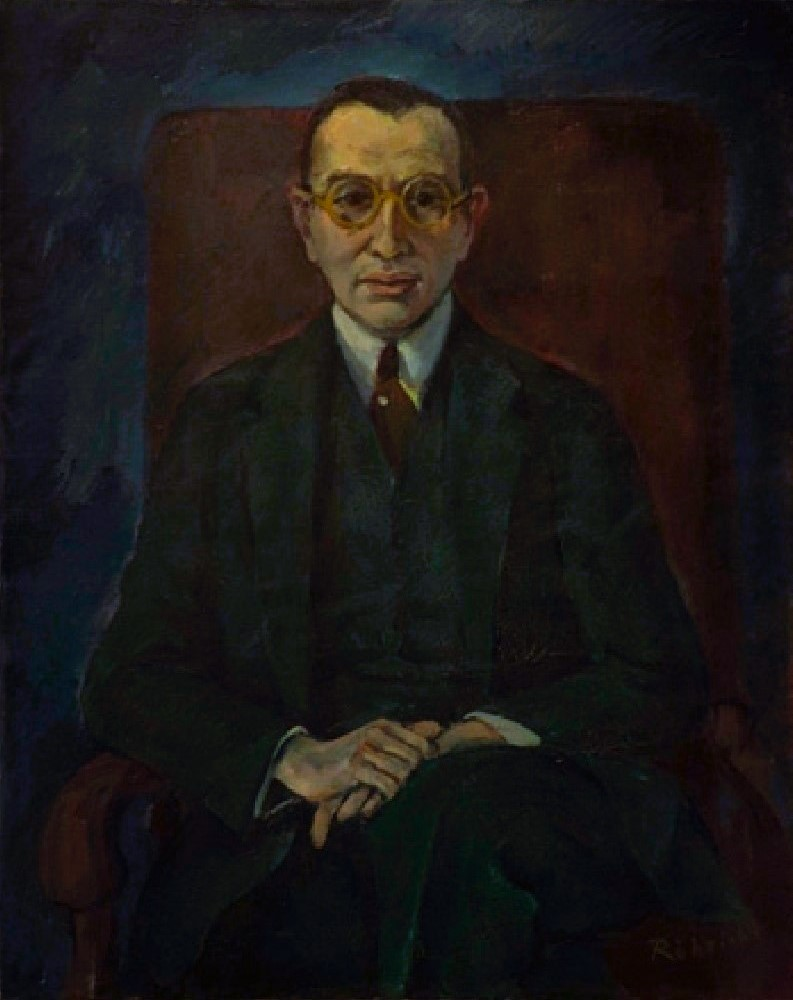
Staatssekretär Oscar Meyer (1925), Sammlung Haus Schlesien

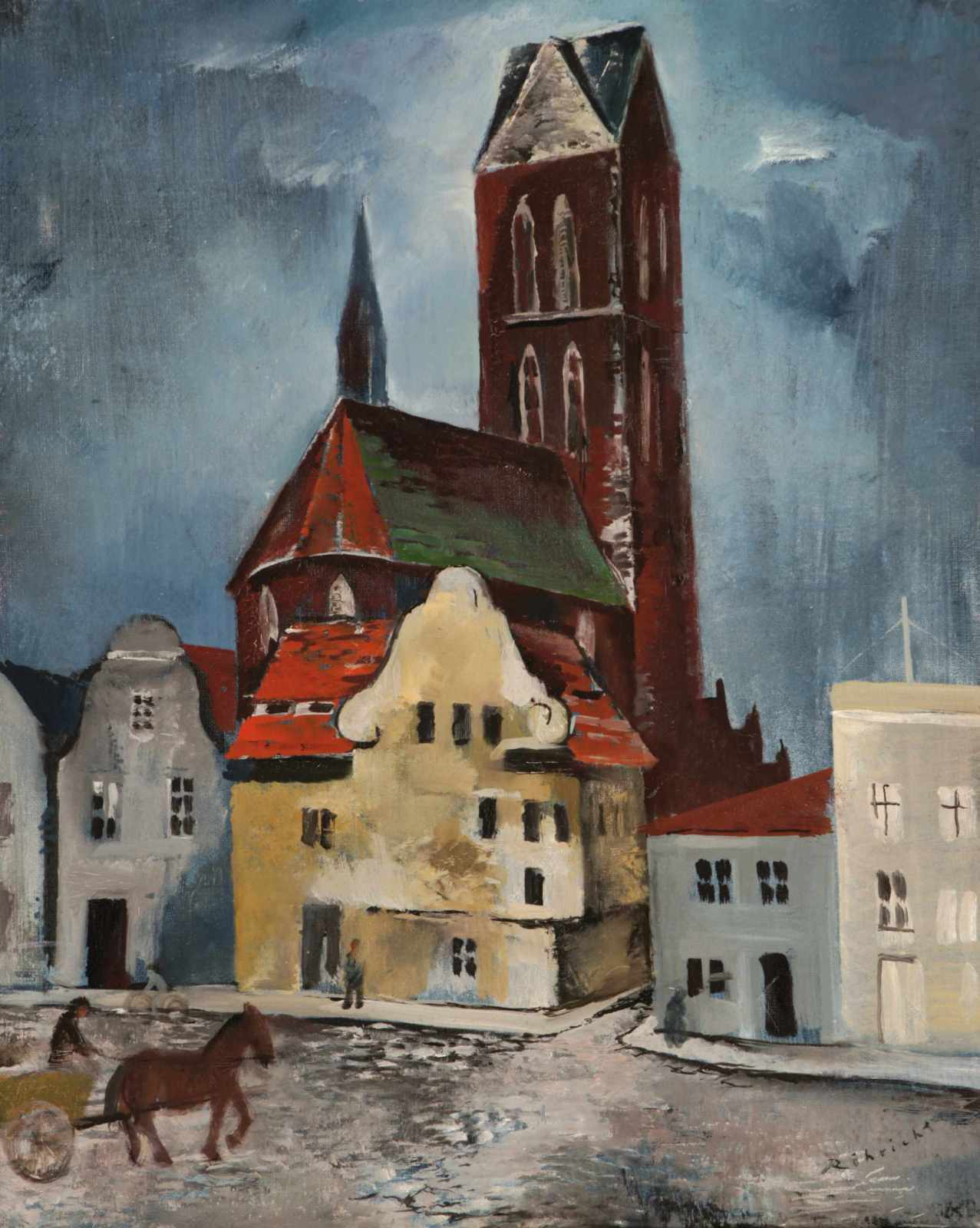
Marienkirche über dem Wismarer Markt (um 1920)

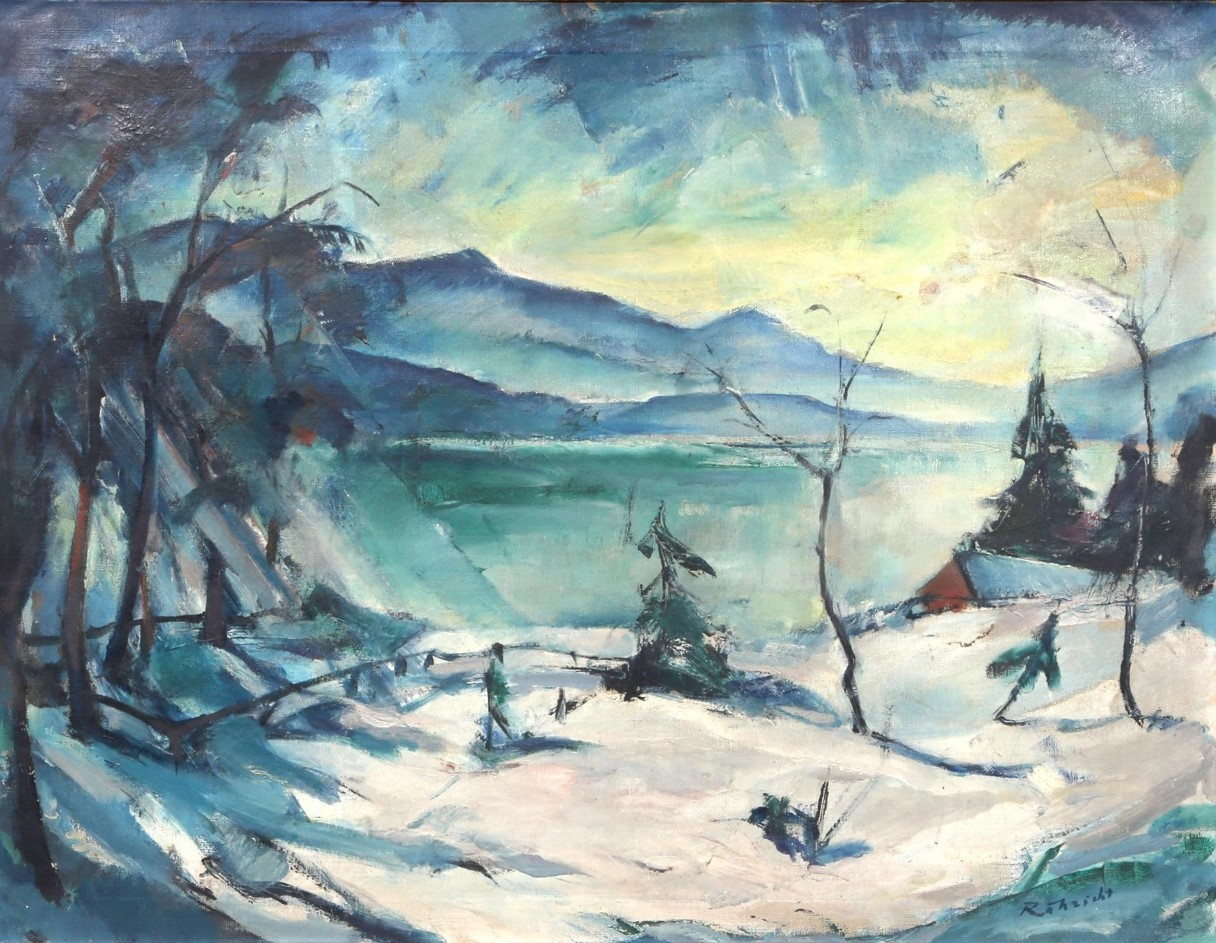
Winterlandschaft

Sein Vater war der Rechtsanwalt Wilhelm Röhricht. Seine Mutter war Anna Röhricht, geborene Lucas; sie stammte wie der Vater aus Breslau. In seiner Jugend wurde er von den Eltern zu Wanderungen durch das Riesengebirge mitgenommen, das ihn nachhaltig beeindruckte.
1905 begann er auf Geheiß der Eltern ein Jurastudium. In München ließ er sich parallel zum Studium von Heinrich Knirr in dessen Malschule das Aquarellieren beibringen, mit dem Resultat erster Landschaftsaquarelle. 1911 zog er nach Berlin um, wo er sich mit dem Spätimpressionisten Waldemar Rösler befreundete. Zusammen begaben sie sich auf Kunstanschauungs-Reisen, von denen die nach Paris noch Folgen haben sollte. Zunächst aber beendete er 1913 das Jurastudium in Greifswald mit der Promotion zum Dr. jur. Danach hielt er sich einige Zeit in Dresden auf. Schließlich entschied er sich unter dem Eindruck der Fauves- und Nabis-Künstler stehend, in Paris weitere künstlerische Studien bei Pierre Bonnard und Édouard Vuillard an der Académie Julian in Paris zu betreiben. In dieser Zeit wuchs auch seine Bewunderung für Paul Cézanne und Henri Matisse. Immer noch im ereignisreichen Jahr 1913 kehrte er gegen Ende desselben nach Berlin zurück und trat der in Gründung befindlichen Freien Secession bei. So waren drei seiner Bilder dann gleich bei deren erster Ausstellung 1914 in namhafter Nachbarschaft zu Ernst Barlach, Max Beckmann, Max Liebermann, August Macke sowie prominenten ausländischen Künstlern ausgehängt. Im Rahmen der Secession folgten weitere Ausstellungen.
Gesundheitsbedingt leistete er während des Ersten Weltkrieges einen zweijährigen Zivildienst in Lublinitz in Oberschlesien ab, wo er großer Hüttenwerke und Hochofen-Komplexe ansichtig wurde – nach den Riesengebirgswanderungen seine zweite große Inspirationsquelle.
Vom 16. Januar bis zum 28. Februar 1918 war er neben Dietz Edzard, Heinrich Heußer und Paul Kahler in einer Gruppenausstellung im Kunstverein Hamburg vertreten. Ferdinand Möller hatte 1918 gerade eine zweite Kunsthandlung in Berlin eröffnet und war zum neuen Geschäftsführer der Freien Secession gewählt worden. Aufgrund der Tatsache, dass er sein erstes Geschäft in Breslau, also Röhrichts näherer Heimat, betrieb, war er dem jungen Künstler zugetan und bot ihm für November 1918 die Einzelausstellungspremiere an, die Porträts, Stillleben, Landschaftsbilder (besonders Bergimpressionen) und Industriedarstellungen zeigte. Möller verlegte im der Galerie angeschlossenen Grafik-Verlag gleichzeitig eine Lithografienmappe mit acht oberschlesischen Hüttenwerk-Darstellungen unter dem Titel Das Hüttenwerk. 1919 kaufte die Nationalgalerie in Berlin einige Bilder auf. Zusammen mit Paul Klee stellte Röhricht 1920 bei Fritz Gurlitt aus, der 1921 eine lithografierte Venedig-Mappe in Handkolorit herausbrachte. In Hannover stellte Röhricht im Januar 1921 aus. Wieder war es eine geteilte Schau, die andere Hälfte war der modernen tschechischen Kunst gewidmet. Organisiert wurde sie von der Kestner-Gesellschaft. Die Verbindung nach Hannover blieb bis nach dem Krieg erhalten, und dies nicht nur, weil Bilder vom Provinzialmuseum, dem heutigen Niedersächsischen Landesmuseum, angekauft worden waren.
1923 erledigte Röhricht in der Kirche zu Klemzig eine Auftragsarbeit, die Wandmalerei Geschichte von Adam und Eva. Am 29. April 1924 kam sein Sohn Klaus zur Welt. 1925 erschien im Bavaria-Verlag die Lithografienmappe Hochöfen. Seit 1926 unterrichtete er an der Malschule des Vereins der Berliner Künstlerinnen. Inzwischen war er bedingt durch die Auflösung der Freien Secession der ursprünglichen Berliner Secession beigetreten, fernerhin war er Mitglied des Deutschen Künstlerbundes sowie des Künstlerbundes Schlesien. Er stellte in wichtigen Galerien aus, z. B. 1927 in der gerade eröffneten Dependance der Galerie Heinrich Thannhauser und 1928 erneut in der Galerie Ferdinand Möller. Das Kulturministerium übertrug ihm ab 1930 die Weiterbildung berufsmäßiger Künstler und Kunstlehrer. Zu seinen Schülern gehörten Thea Hucke und Karl Eifler.
Auf Reisen nach Frankreich, Norwegen, Schweden, in die Tschechoslowakei, nach Tunesien, Algerien und Ägypten bildete er sich selbst kontinuierlich fort. Auch Italien war unter seinen Zielen, denn er hatte ein Stipendium für die Villa Massimo in Rom erhalten. Ebenso die Alpenregion Österreichs, da ihn Berglandschaften zeit seines Lebens nicht losließen.
In der Zeit des Nationalsozialismus war Röhricht Mitglied der Reichskammer der bildenden Künste. Für diese Zeit ist seine Teilnahme an 32 großen Gruppenausstellungen sicher belegt, darunter die Großen Deutschen Kunstausstellungen in München 1937, 1940 und 1943. Früheren Arbeiten, die nicht dem nazistischen Kunstkanon entsprachen, galten jedoch als "entartet", und 1937 wurden im Rahmen der deutschlandweiten konzertierten Aktion „Entartete Kunst“  fünf seiner Bilder aus öffentlichen Sammlungen beschlagnahmt. Deren Verbleib ist ungeklärt.  Sechs Aquarelle steuerte Röhricht 1937 als Buchillustrationen zu dem Roman Kurze Reise auf einen anderen Stern von Karl Friedrich Borée bei. 
Roehricht wohnte in Berlin-Dahlem im Gadebuscher Weg 10.
Ein Großteil seines Schaffens vor 1945 wurde Ende des Krieges in das Stadtschloss Kuchelberg bei Liegnitz ausgelagert und ist – wenn nicht zerstört oder entwendet worden – durch nicht nachvollziehbare Umlagerungen seitdem verschollen. 1945/1946 war Röhricht in Berlin auf der vom Kulturbund zur Demokratischen Erneuerung Deutschlands veranstalteten Ausstellung Bildender Künstler mit zwei Aquarellen vertreten.
Dem zerstörten Berlin kehrte er 1945 den Rücken und ließ sich in Garmisch-Partenkirchen, ganz in der Nähe von Richard Strauss, nieder. Nicht weit von München entfernt ansässig, wurde er in die Münchener Neue Secession aufgenommen. Er verlegte seinen Wohnsitz schlussendlich 1948 direkt nach München, was ihm eine Mitarbeit im Vorstand der Ausstellungsleitung vom Haus der Kunst ermöglichte. Vom 9. September bis zum 19. November 1949 stellte Röhricht in der ersten Großen Münchner Kunstausstellung, die die drei ortsansässigen Künstlervereinigungen, die Münchner Künstlergenossenschaft, die Secession und die aus der Neuen Münchener Secession hervorgegangene Neue Gruppe, der Röhricht angehörte, zusammenbrachte, im Haus der Kunst aus. Neben Landschaften zeigte Röhricht auch das Bildnis des Physikers Walther Gerlach, das von den Bayerischen Staatsgemäldesammlungen erworben wurde.
1950 beteiligte er sich an der Internationalen Ausstellung am Carnegie-Institut in Pittsburgh. Dessen Art Director, Homer Saint-Goudes, versicherte dem Künstler, er zähle ihn zu den ersten fünfzehn Malern Deutschlands.
1951 stellte er in Hamburg (Galerie Commeter) aus, in den Folgejahren mehrmals in München in städtischen und privaten Räumen. Innerhalb der Secession hatte er es mittlerweile zum Zweiten Vorsitzenden gebracht. Ein dreiviertel Jahr vor seinem Tod am 29. Dezember 1953 fand vom 6. bis zum 26. April eine Ausstellung zusammen mit Wilhelm Schnarrenberger im Badischen Kunstverein in Karlsruhe statt.
Sein Werk umfasst Zeichnungen, Lithografien, Holzschnitte, Aquarelle, Tusche-Mischtechnik-Bilder und Ölgemälde, viele davon sind im Besitz des Museums von Haus Schlesien nahe Bonn.

## Besondere Maltechnik
Die Aquarelle sind in Nass-in-Nass-Technik gemalt. Das heißt, die wässrig-dünnen Aquarellfarben fließen ineinander. Oft wird das Verfahren nur für Hintergründe wie zum Beispiel Himmel verwendet, Röhricht jedoch malte bewusst das Bild komplett in diesem Stil. Im Freien entstandene Bergimpressionen erfuhren noch eine Nachbearbeitung im Atelier, denn die oft klirrende Kälte ließ die Aquarellfarben gefrieren, die er nachher wieder sachte auftaute, um die Farbkristalle in von ihm vorgesehene Bahnen lenken zu können und so fein verschwimmende Konturen hervorzurufen. In seinem Aufsatz Vom bildhaften Aquarell und meiner Technik für die Deutsche Zeitschrift für Maltechnik gab er 1944 Einblick in seine Arbeitsweise und räumte mit dem Vorurteil auf, Aquarelle seien von geringerem künstlerischen Wert als Ölbilder.

## Charakterisierungen
1919:
„Röhricht gehört nicht zu den jungen Fanatikern, die sich ein für allemal auf  e i n e  künstlerische Richtung festgeschworen und sich damit selbst auf ein totes Geleis geschoben haben. Davor behütet ihn sein Talent. Voll sinnlicher Freude an der Farbe folgt er seinem etwas draufgängerischen Temperament. Und deshalb versöhnt sich wohl auch der Laie, der modernster Kunst skeptisch gegenübersteht, bald mit den Farbklängen dieses Expressionismus; die Ungesuchtheit und Natürlichkeit zieht ihn hinan.“
2010:
„Nicht die industrielle Arbeitswelt des Menschen – wie von Adolph von Menzel in seinem Gemälde Eisenwalzwerk (1872–1875) dargestellt – sondern die Industrielandschaft als Ensemble von Fabrikanlagen und Industriebauten interessierte den Maler Wolf Röhricht. Eigentlich fertigte Röhricht Landschaftsbilder, auf denen Berge und Bäume durch Fabrikgebäude, Förderbänder, Schlote und insbesondere Hochöfen ersetzt werden. Der arbeitende Mensch, falls er überhaupt vorkommt, hat nur eine das Bild vervollständigende Rolle. Daran mag es liegen, dass Wolf Röhricht als Industriemaler häufig nicht wahrgenommen wird, mehr als Maler von Landschaften, Stillleben und Porträts bekannt ist.“

## 1937 als „entartet“ aus öffentlichen Sammlungen beschlagnahmte und seitdem vermisste Werke
- Laute und Geige (Öl auf Leinwand, 100 × 80 cm, 1930; Nationalgalerie Berlin im Kronprinzen-Palais)[12]
- Hafen von Göteborg (Öl, 1930; Städtische Galerie Nürnberg)
- Hof mit Pferd (Aquarell; Stadtbesitz von Berlin)
- Berge bei St. Moritz (Aquarell; Städtische Kunstsammlung Gelsenkirchen)
- Fabrik (Lithografie, 30 × 21 cm; Blatt 13 der beschlagnahmten Mappe Siebzehn Steinzeichnungen, Verlag Freie Secession Berlin, 1921; Museum für Kunst und Heimatgeschichte Erfurt)[13]

## Galerie

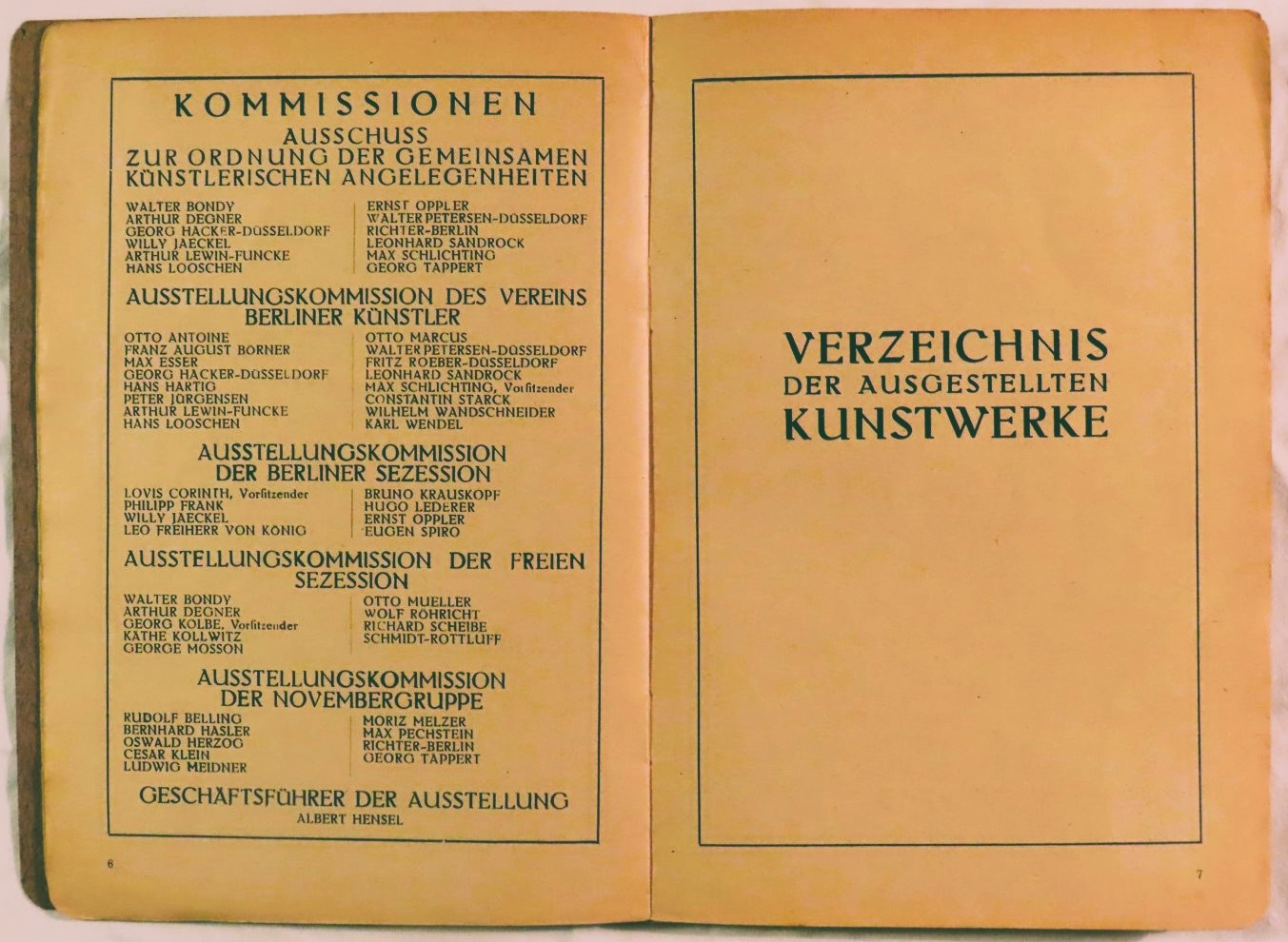
Mitglied der Ausstellungskommission der Freien Secession Berlin 1919
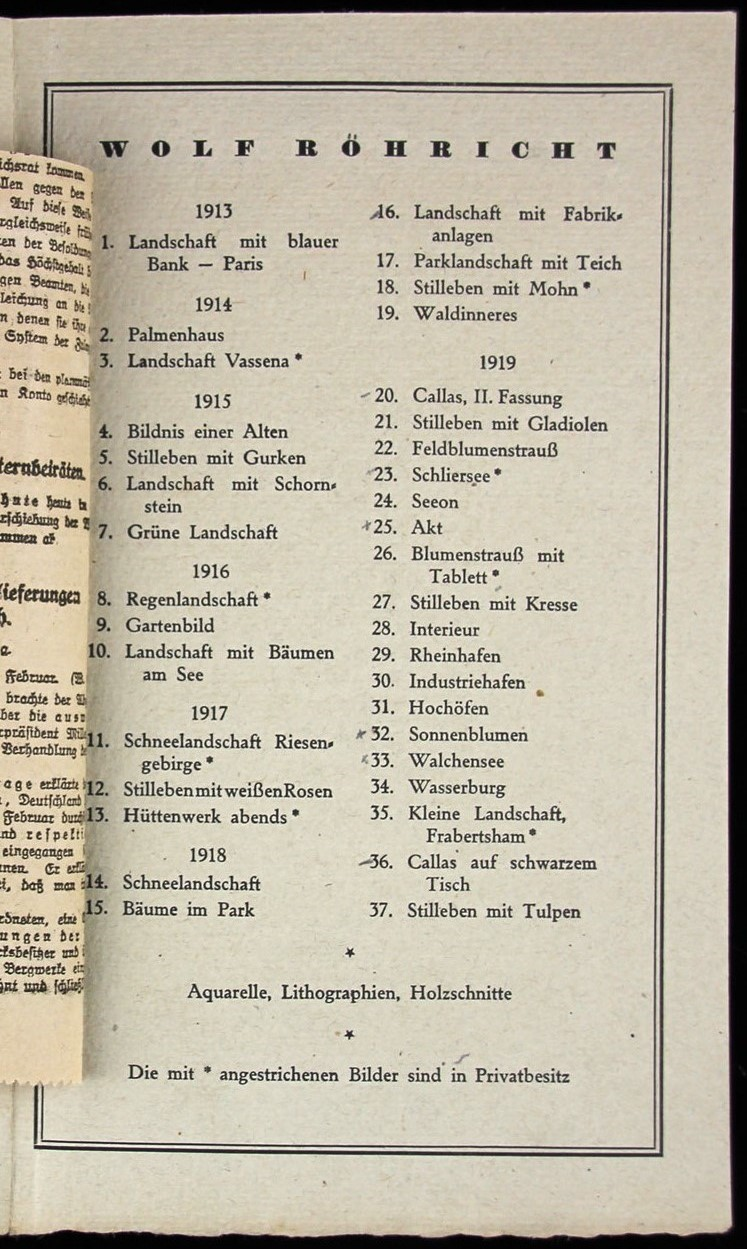
Ausstellung mit Paul Klee in Galerie Gurlitt (Berlin 1920), Werksverzeichnis
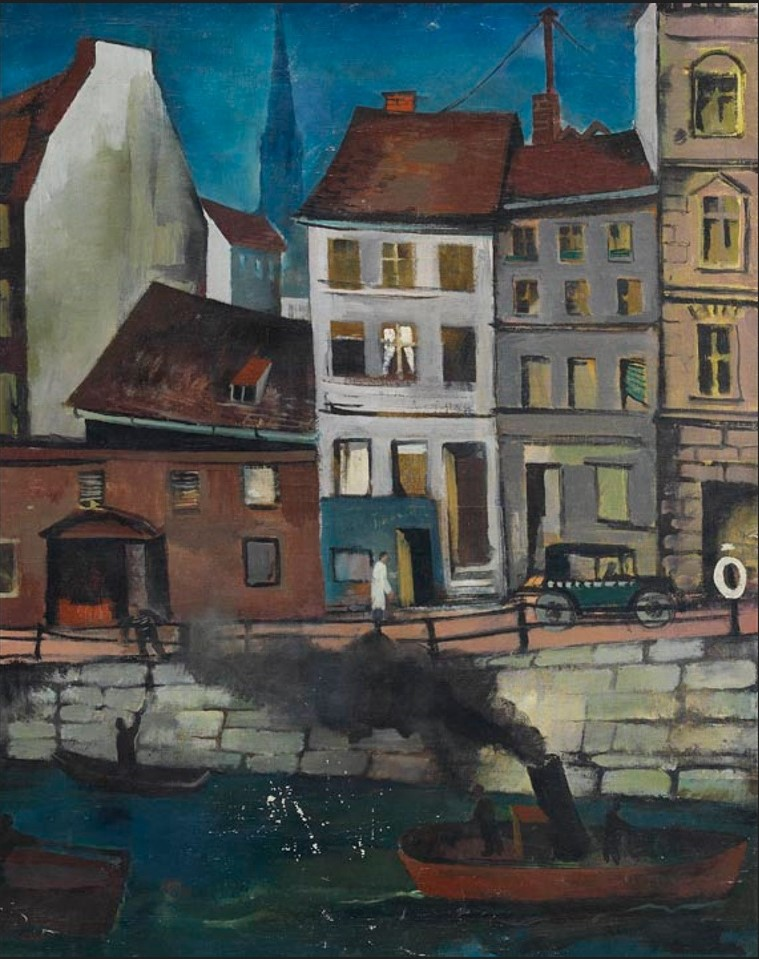
Frische Grube Wismar (1920)
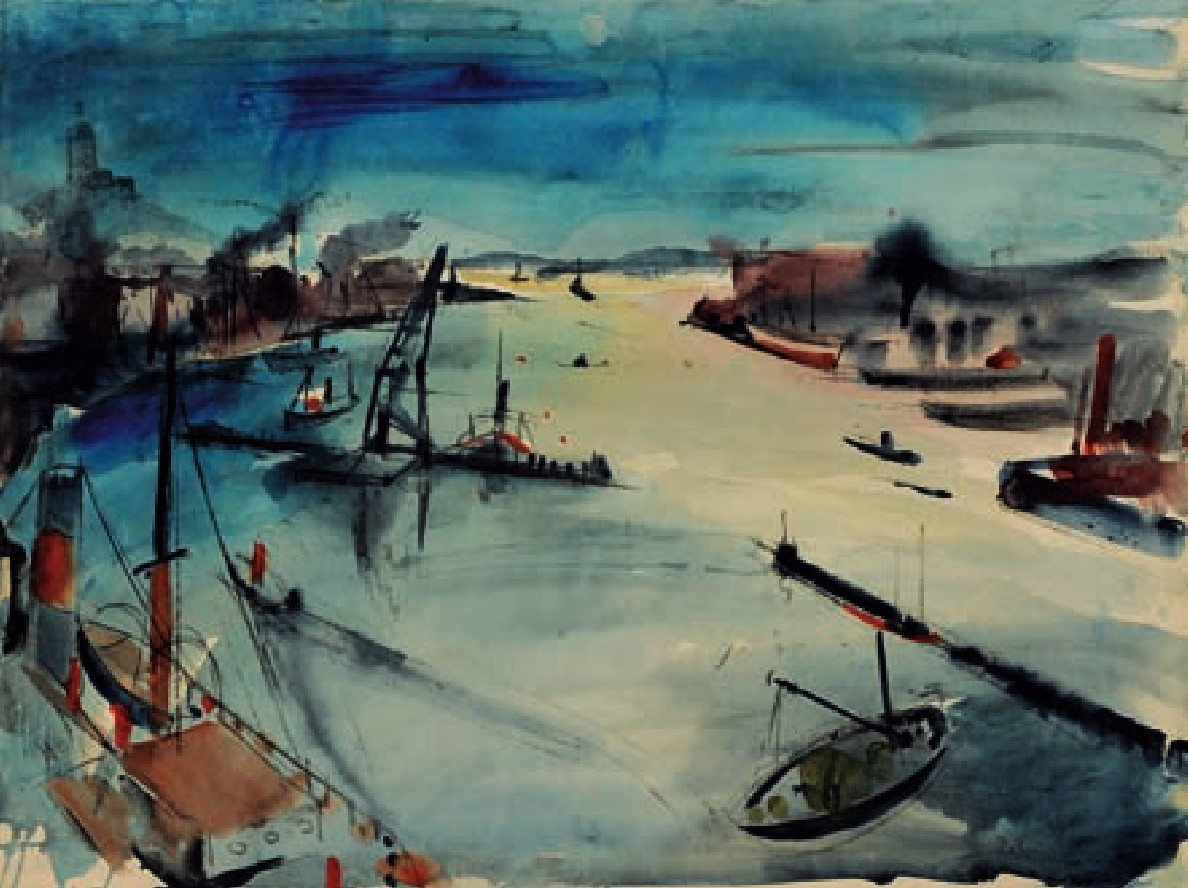
Hafeneinfahrt (um 1925)
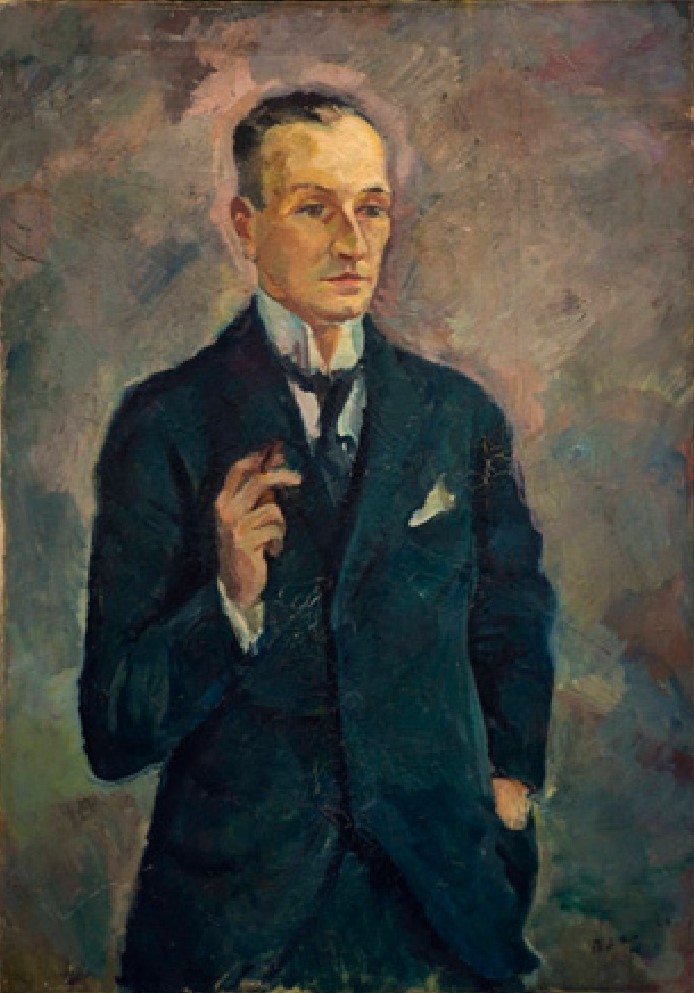
Mann mit Zigarette, Sammlung Haus Schlesien
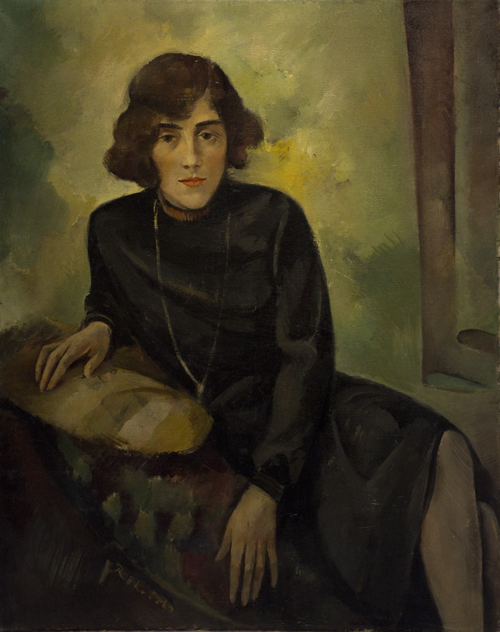
Porträt Kit Röhricht, Sammlung Haus Schlesien
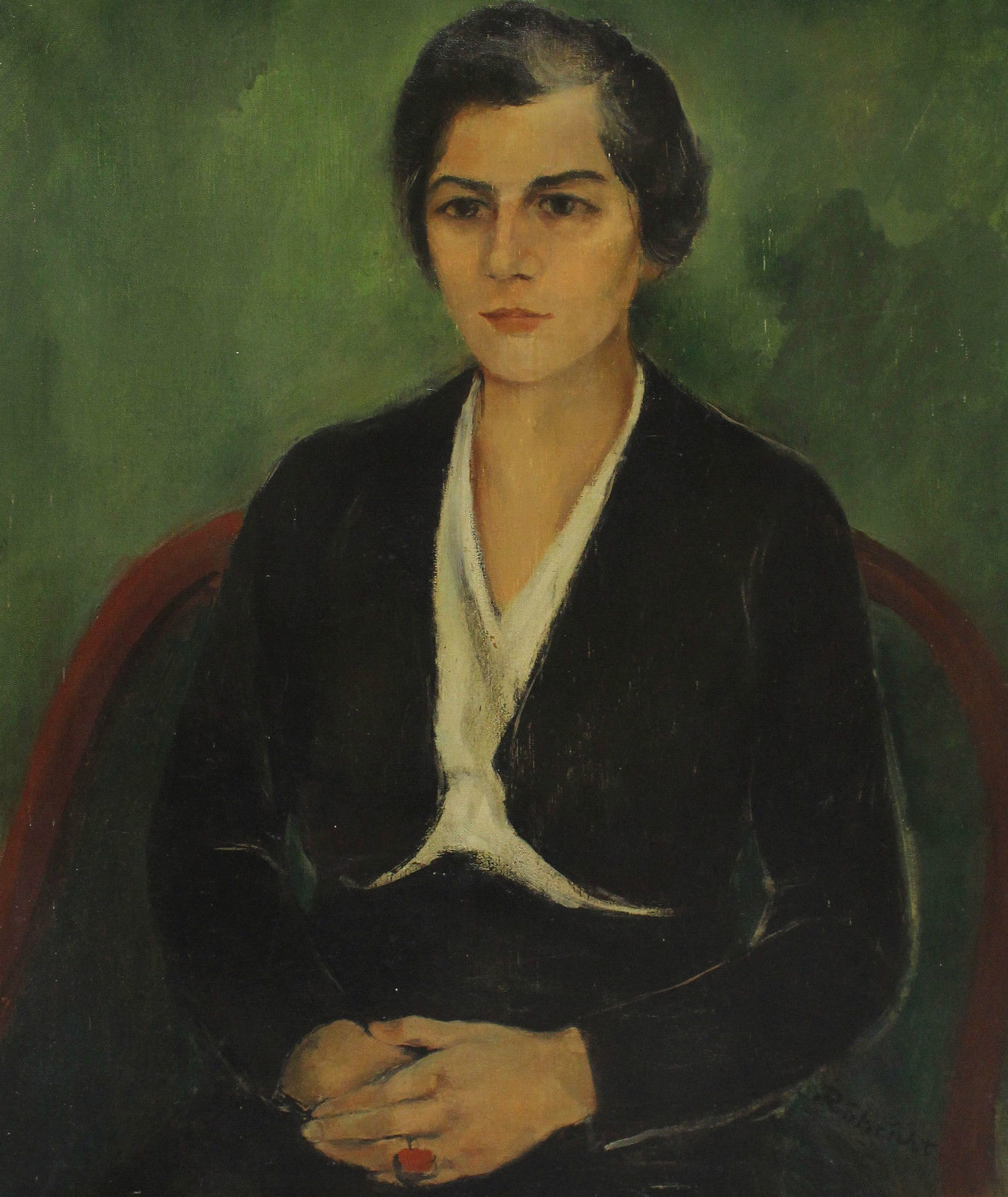
Porträt einer Dame
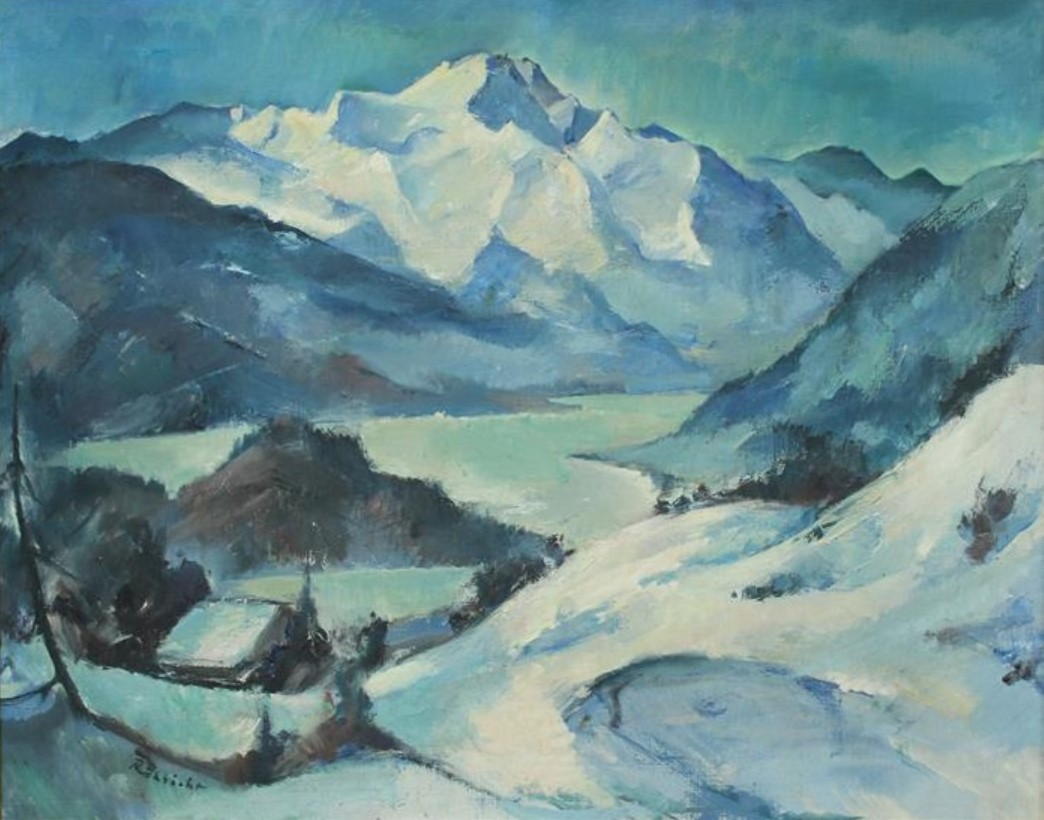
Winterabend im Gebirge
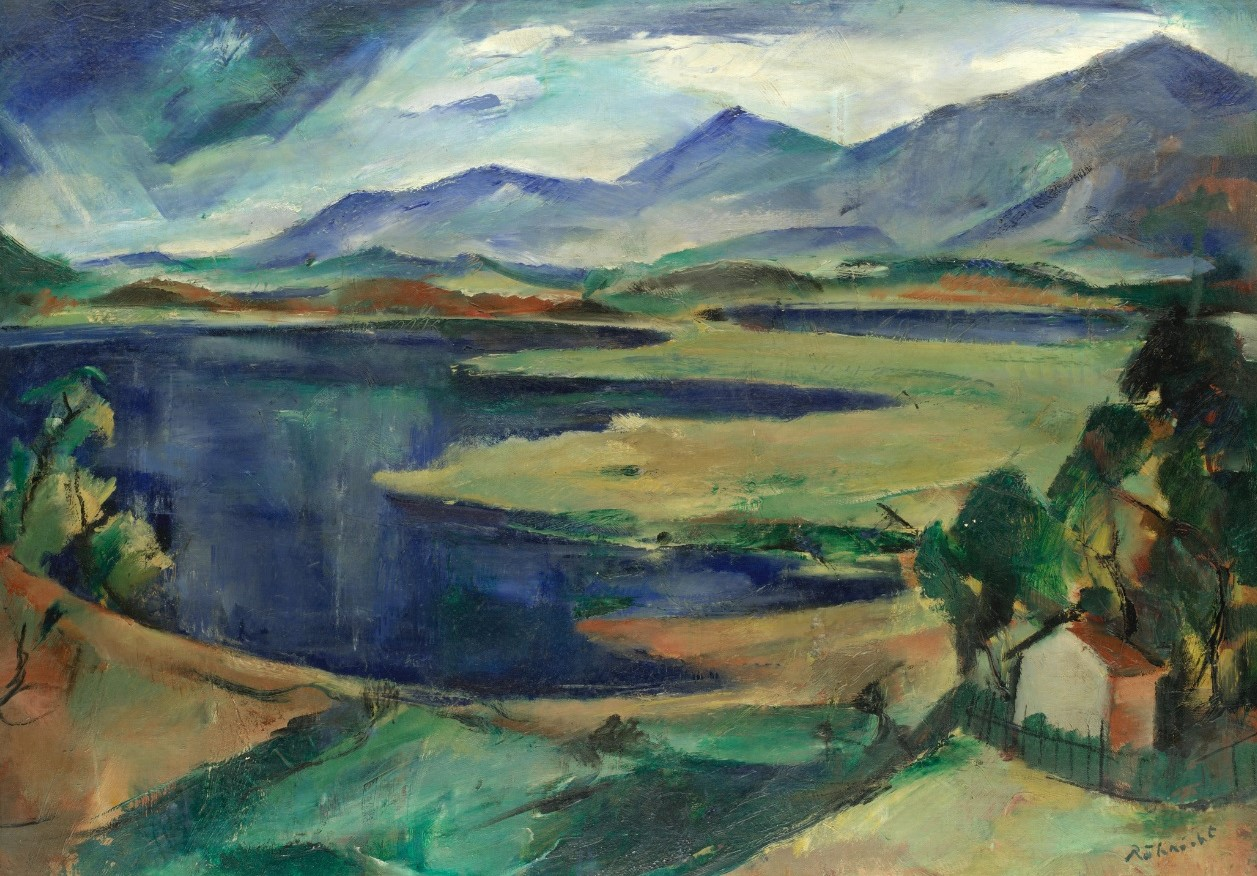
Chiemsee (o. J.)
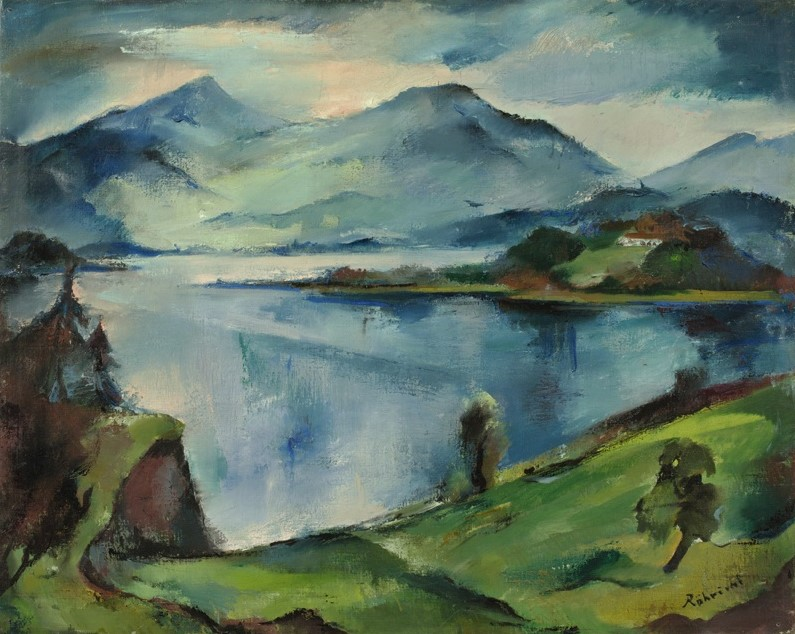
Chiemsee (1920er Jahre)
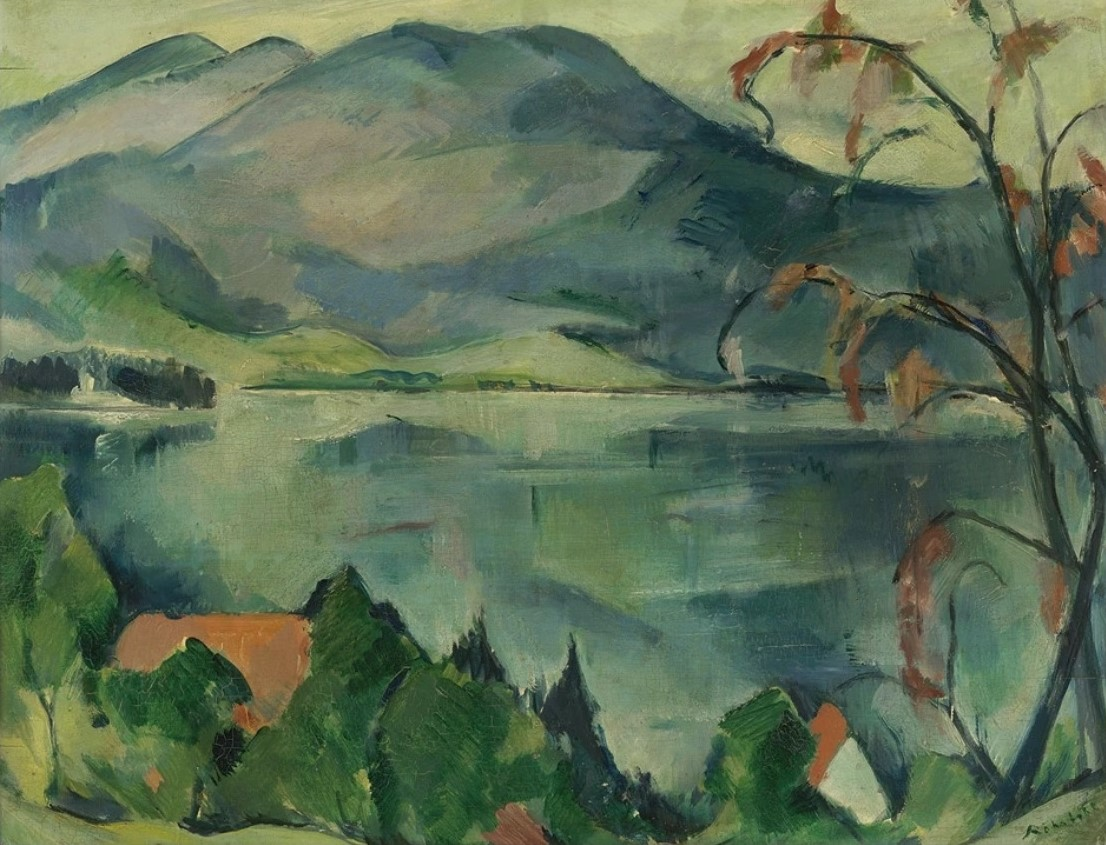
Tegernsee
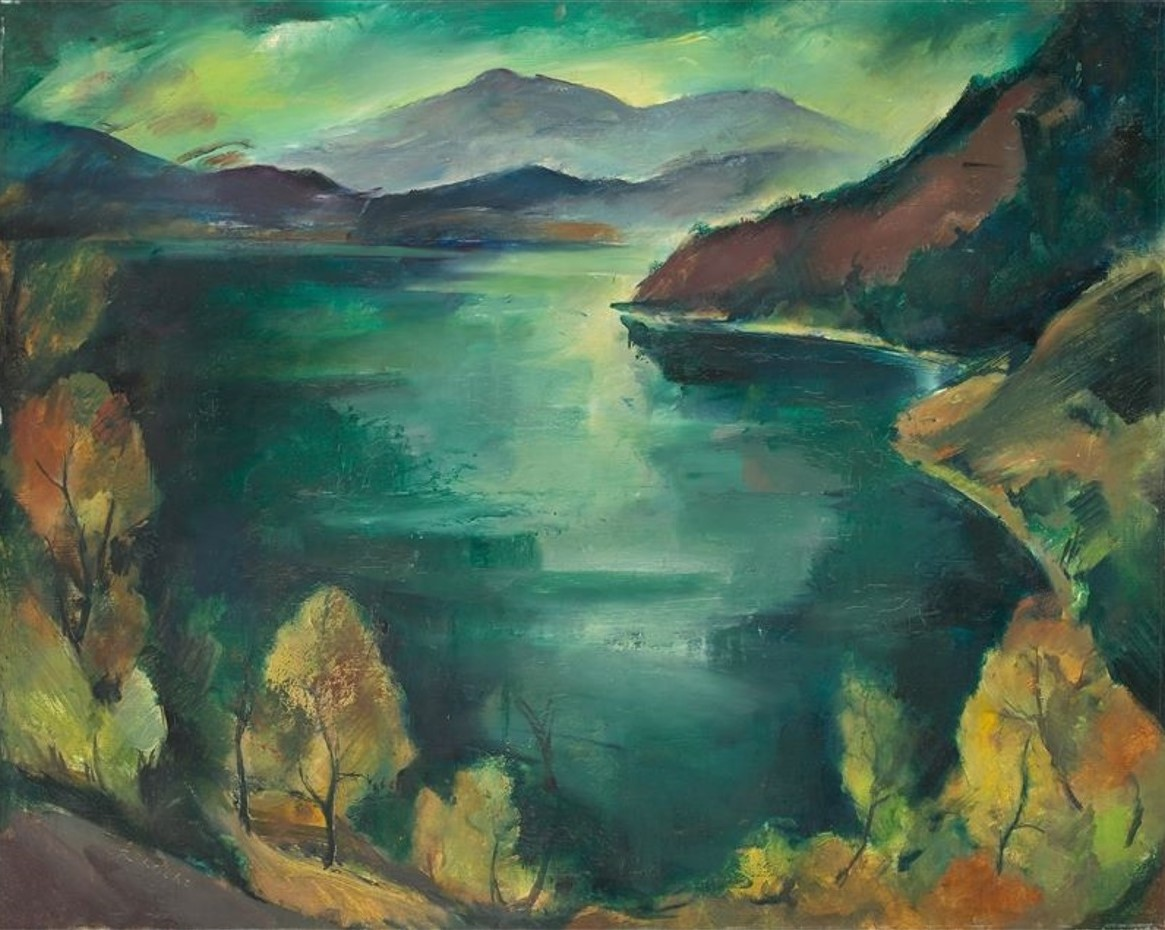
Walchensee (1925)
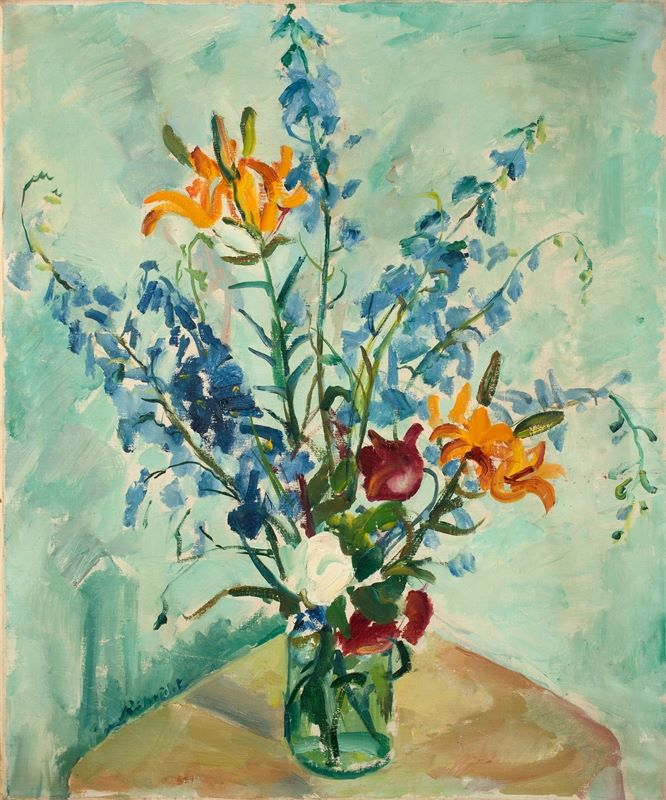
Blumenstilleben (um 1920)
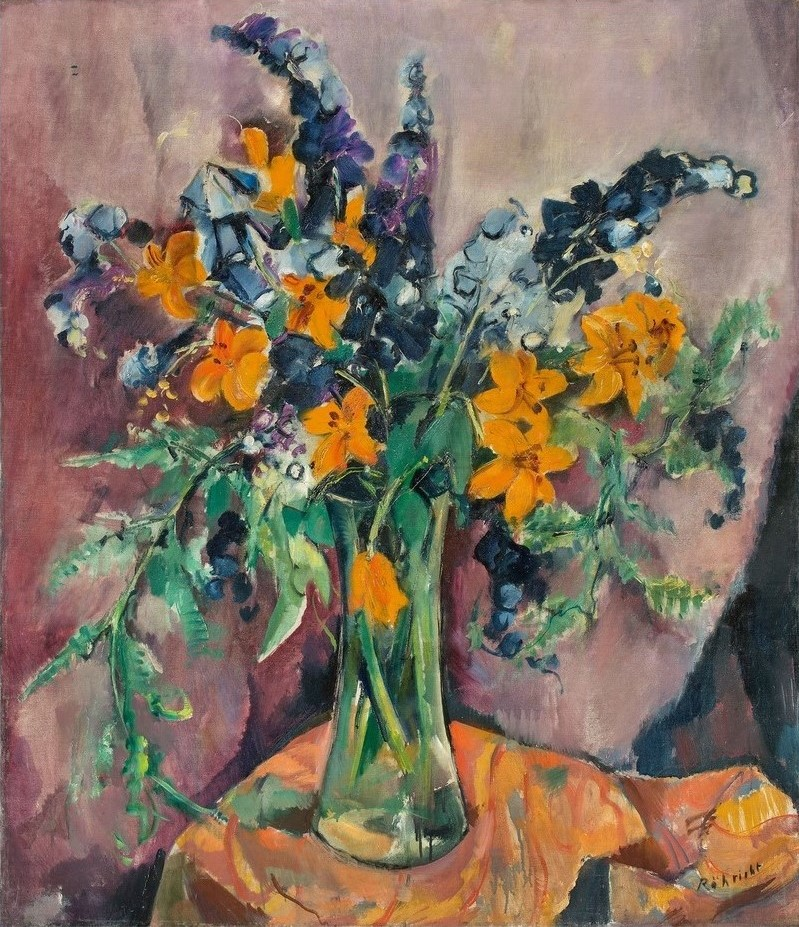
Stilleben mit Fingerhut (1924)

## Einzelausstellungen
- Sonderausstellung Wolf Röhricht: Galerie Ferdinand Möller, Berlin; 15. Januar – 14. Februar 1928.
- Retrospektive Wolf Röhricht (1886–1953): Galerie von Abercron Köln-München in Zusammenarbeit mit der Stiftung Kulturwerk Schlesien, Würzburg; 5. Juli – 12. August 1978.
- Wolf Röhricht – Aquarelle/akwarele: Regionalmuseum Jauer, Jawor; 14. September 1997 – 30. Oktober 1997.
- Hochöfen und Häfen. Industriebilder aus Oberschlesien und dem Ruhrgebiet von Wolf Röhricht (1886–1953): Oberschlesisches Landesmuseum, Ratingen-Hösel; 5. Dezember 1999 – 30. April 2000.
- Mit den Augen eines Künstlers – Reiseimpressionen des Malers Wolf Röhricht (1886–1953). Ausstellung zum 50. Todestag des Künstlers: Haus Schlesien, Königswinter-Heisterbacherrott; 15. Juni – 14. September 2003.
- Wolf Röhricht – ein Virtuose des Aquarells: Sonderausstellung von Haus Schlesien im Kloster Leubus, Lubiąż (Polen); 24. Mai – 10. Oktober 2008.
- Industrieansichten von Wolf Röhricht: Stiftung Kulturwerk Schlesien/Grafschaftsmuseum Wertheim (Schlesisches Kabinett), Wertheim; 20. Juli – 31. Oktober 2010.
- Licht und Landschaft. Aquarelle von Wolf Röhricht (1886–1953): Haus Schlesien/Kloster Leubus, Königswinter-Heisterbacherrott; 7. September 2013 – 9. März 2014.